# Campo de concentración de Westerbork

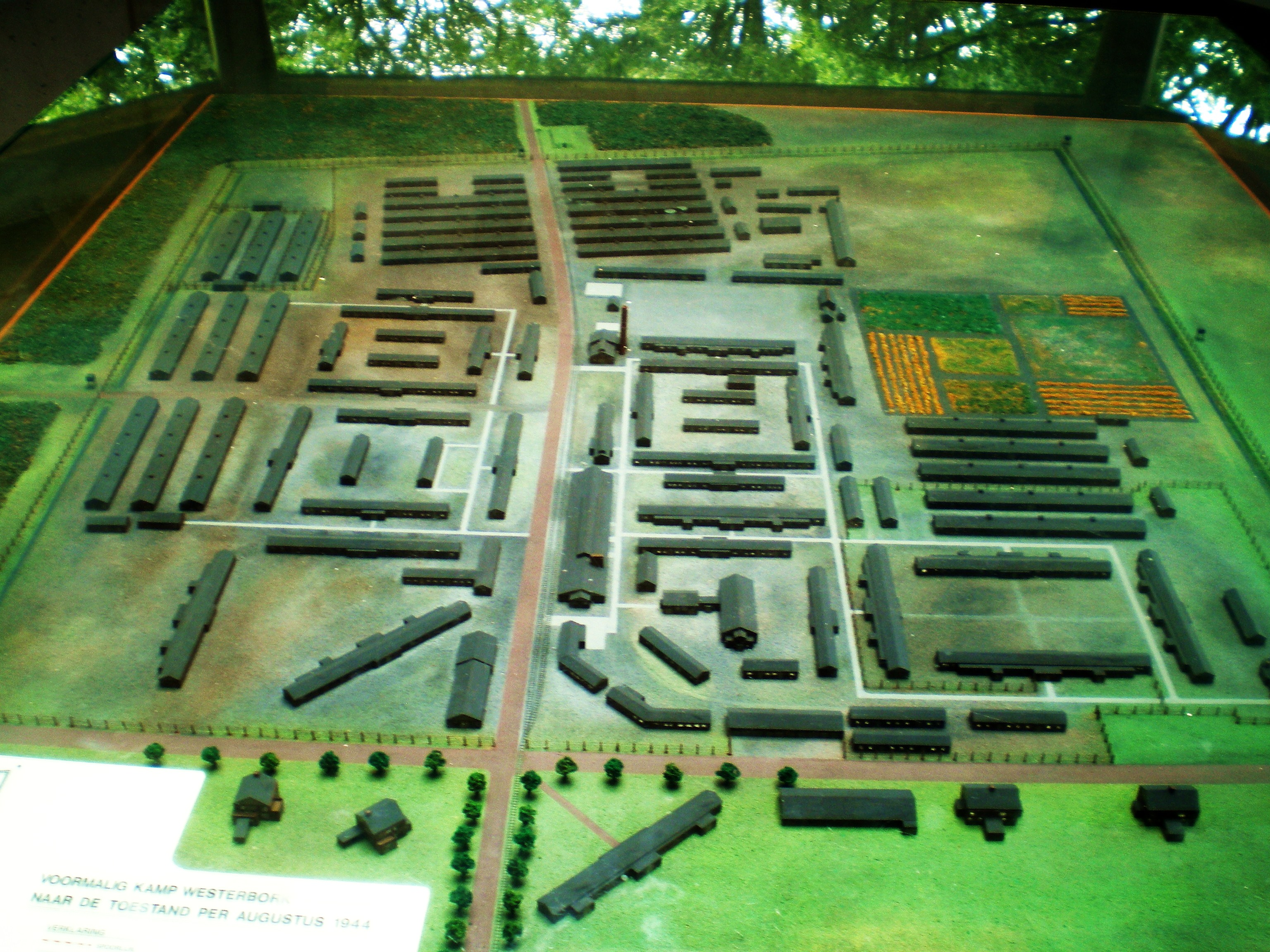
Maqueta modelo del campo de Westerbork.

Westerbork  (en neerlandés: Kamp Westerbork; en alemán: Durchgangslager Westerbork) fue un campo de tránsito e internamiento alemán ubicado en Hooghalen, en el noreste de los Países Bajos, provincia de Drenthe, controlado por el Tercer Reich para concentrar a la población gitana y judía durante la Segunda Guerra Mundial.
El 28 de noviembre de 2013, el «campo de Westerbork» fue distinguido con uno de los primeros cuatro sellos del patrimonio europeo que otorga la Comisión europea.

## Historia
Westerbork había sido abierto como centro de internamiento en octubre de 1939. Cuando los nazis invadieron los Países Bajos en 1940, lo utilizaron para concentrar a la población judía, a la cual empezaron a deportar a partir de junio de 1942 como parte de la Operación Reinhard hacia los campos de Polonia. Los alemanes deportaron 60 000 judíos neerlandeses desde Westerbork a Auschwitz; 34 000 al campo de exterminio de Sobibor, 5000 judíos a Theresienstadt y 4000 a Bergen Belsen.
Anne Frank y su familia estuvieron desde el 8 de agosto hasta el 3 de septiembre de 1944 en este campo, siendo deportados en el último tren hacia Auschwitz.
Etty Hillesum trabajó como asistente y enfermera en este campo de concentración. Volvió una docena de veces a Ámsterdam, llevando consigo cartas y mensajes de los prisioneros. Empezó a sentirse solidaria con la persecución sufrida por los judíos y comenzó un camino de interiorización que expresó con gran profundidad en sus diarios.
Este campo estuvo bajo el control de la policía neerlandesa y fue cerrado el 12 de abril de 1945, cuando el país fue liberado por tropas canadienses.